# 박지계
박지계(朴知誡, 1573년(선조 6) ∼ 1635년(인조 13))는 조선 중기, 후기의 유학자, 교육자이다. 본관은 함양(咸陽)으로 자는 인지(仁之), 호는 잠야(潛冶)이다.
광해군 재위기간 중 출사하지 않고 학문 연구와 후진 양성에 전념하다가 인조반정 이후 출사하였다. 이괄의 난 당시 인조를 수행하였고, 인조가 정원군을 왕으로 추숭하는데 적극 찬성하여 논란이 되었다. 《동몽선습》을 지은 박세무(朴世茂)의 손자이며, 군수 박응립(朴應立)의 아들이다. 당색은 서인 계열이었다.

## 생애
10세에 아버지를 여의고 홀어머니 밑에서 성장하면서 어려운 환경에서 성장하였으나 스스로 《논어》를 탐독하여 장차 대유(大儒)가 될 이상을 갖추었다. 일찍부터 스스로 학문을 연구하여 일가를 이루었다. 1592년(선조 25년) 임진왜란이 일어나자 어머니를 모시고 충청도 제천으로 피난하였다가 정유재란 때는 다시 괴산에 우거하면서 어머니의 병을 극진히 간호하였다.
관직에는 나가지 않았으나 학문적 공적이 널리 알려져 1606년(선조 39) 이조판서 허성이 그를 왕자사부(王子師傅)로 특별 추천하였으나 사양하고 나아가지 않았다. 1609년(광해군 1) 옥당(玉堂)의 최현(崔晛)이 다시 그를 학덕으로 추천하여 좌세마 겸 서연관(左洗馬兼書筵官)으로 천거하였으나 역시 사양하였다.
그 뒤 광해군 연간에 조정 중신 가운데 광해군의 생모 공빈 김씨를 왕비로 추증하고 비호(妃號)를 올리자는 주장이 있자 비판적인 입장에 섰던 그는 적극적인 비판 대신 호서(湖西)의 신창(신창 옮기고 오직 학문연구와 후학 양성에 전념하면서 권득기(興드기익 교((종익익하며 류강론하였다.
1623년(인조 1) 인조반정 후 왕의 부름으로 출사하여 사헌부지평을 제수받았다. 그는 당시 유력 문벌 자제들만을 합격시키는 과거시험 제도의 폐단을 주장하여 주자가 주장했던 덕행과(德行科), 조광조 등의 주장으로 시행되다가 폐지된 현량과, 이이의 선사법(選士法) 등이 그 폐단을 시정하기 위한 훌륭한 제도라고 진언하였다.
한때 조정의 중신들과 예론에 관한 의견이 대립되어 남양(南陽)에 우거하다가 이괄 등이 일으킨 이괄의 난 때는 공주로 내려가 피난중인 인조를 수행하였다. 이괄의 난이 진압되자 한성으로 돌아와 김장생, 김육 등과 학문과 담론을 논하며 양민치병(養民治兵)의 계책을 상소하였다.
이후 인조가 자신의 생부 정원군을 왕으로 추존하려 하자 여기에 적극 찬성하였다. 그러나 김장생, 김집 등과 논쟁을 벌였고, 남인계 유생인 허목이 그를 성토하며적(윶적에 당삭제다.
그는 이이와 성혼의 문하에서 직접 수학하지는 않았으나, 이이와 성혼의 업적을 칭송하며 이들의 문묘종사(文廟從祀)를 적극 주장하기도 하였다. 이 때문에 남인계 유학자, 유생들과도 수시로 갈등하였다.
김장생이나 이산해, 이원익 등에 비해서 문하생의 수는 적었지만 그의 문하에서 원두표를 비롯하여 이해(이의) 길극선(이의길극 조극형(조형) 시김권시원두추() 권 등이 ) 배출되었다둧
)
저서로는 《사서근사록의의》(四書近思錄疑義)·《주역건곤괘설》(周易乾坤卦說) 및 《잠야집》(潛冶集) 등이 있다. 충청남도 아산의 인산서원(仁山書院)에 배향되었다. 문목(文穆)의 시호가 내려졌다.

## 가족 관계
- 할아버지 : 박세무(朴世茂)
  - 아버지 : 박응립(朴應立)
  - 어머니 : 이숙(李琡)의 딸 - 전주 이씨
    - 부인 : 이유간(李惟侃)의 딸 - 전주 이씨
      - 장남 : 박유근(朴由近)
        - 손자 : 박술조(朴述祖)
        - 손자 : 박희조(朴熙祖)

      - 차남 : 박유연(朴由淵) 지평(持平)
        - 손자 : 박수조(朴壽祖)

      - 삼남 : 박유동(朴由東)
        - 손자 : 박우조(朴羽祖)
        - 손자 : 박팽조(朴彭祖)

      - 장녀 : 경종(慶琮)에게 출가
      - 차녀 : 민광용(閔光炯)에게 출가
      - 삼녀 : 이지진(李之鎭)에게 출가

## 저서
- 《잠야집》
- 《사서근사록의의》
- 《주역건곤괘설》

## 같이 보기
- 김장생
- 김집
- 이원익
- 이산해
- 원두표
- 원종